# Hemicordulia haluco
Hemicordulia haluco là loài chuồn chuồn trong họ Corduliidae. Loài này được Asahina mô tả khoa học đầu tiên năm 1940.